# І чорт з нами
«І чорт з нами» (рос. И чёрт с нами) — українська радянська музична комедія 1991 року режисера Олександра Павловського. Останній радянський фільм, зфільмований за державні кошти. Прем'єра стрічки відбулась у грудні 1991 року.

## Синопсис
1953 рік, Йосип Сталін (Георгій Саакян) та Лаврентій Берія (Всеволод Абдулов) дізналися про винахід західних вчених — анабіоз. Сталін вирішив випробувати винахід на собі, щоб прокинутися через кілька десятків років. Він прокидається у 1990 році в Одесі, у самий розпал Фестивалю гумору та сатири. Тут він потрапляє у різні ситуації, створюючи чимало клопоту адміністрації та гостям фестивалю.

## У ролях
- Георгій Саакян — Сталін, головна роль
- Дмитро Харатьян — Олексій Муромцев, адміністратор фестивалю
- Лариса Удовиченко — Олена, артистка, гість фестивалю
- Микола Караченцов — артист, гість фестивалю
- Ганна Дем'яненко — Світлана, подруга Муромцева
- Олександр Дем'яненко — Андрій Андрійович, перший секретар обкому
- Михайло Свєтін — Тузов, гість фестивалю
- Борислав Брондуков — Петро Петрович, начальник міліції
- Михайло Кокшенов — Іван Кузьмич, секретар обкому
- Ігор Дмитрієв — артист, гість фестивалю
- Олександр Соловйов — Глотов, секретар обкому комсомолу
- Віктор Павлов — директор цирку
- Всеволод Абдулов — Лаврентій Берія
- Володимир Татосов — винахідник
- Андрій Анкудінов — артист, гість фестивалю
- Аркадій Насиров — артист, гість фестивалю
- Ніна Ільїна — Марго, артистка, гість фестивалю
- Володимир Волков — провідник потяга
- Юрій Шликов — режисер телетрансляції
- Михайло Соловйов — хлопчик
- Юрій Рудченко — Іван Лукич
- Микола Сльозка — сусід Муромцева
- Сергій Іванов — Іванов, черговий в обкомі
- Сергій Зінченко — міліціонер
- Володимир Наумцев — міліціонер
- Олексій Краснопольський — міліціонер
- Юрій Лопарьов — редактор телетрансляції
- Валерій Бассель — бомж на звалищі
- Геннадій Митрофанов — актор у ролі Чапліна
- Галина Захурдаєва — працівниця пошти
- Наталя Позднякова — начальник поштового відділення
- Олег Школьник — режисер фестивалю
- Ігор Шевцов — ад'ютант Сталіна
- Юрій Вотяков — епізодична роль
- Борис Барановський — епізодична роль
- Георгій Осипенко — епізодична роль
- Леонід Якубовський — епізодична роль
- Олександр Ігнатуша — епізодична роль
- Микола Величко — епізодична роль
- Олександр Павловський — епізодична роль
- Тетяна Бестаєва — дружина Андрія Андрійовича (немає у титрах)
- Наталя Дубровська — епізодична роль (немає у титрах)
- Сергій Гавришків — епізодична роль (немає у титрах)
- Олександр Казимиров — епізодична роль (немає у титрах)
- Валерій Мотренко — епізодична роль (немає у титрах)
- Людмила Гнилова — епізодична роль (немає у титрах)
- Ольга Пушна — епізодична роль (немає у титрах)
- Валентина Губська — епізодична роль (немає у титрах)
- Ігор Тільтіков — епізодична роль (немає у титрах)

## Творча група
- Сценаристи: Ігор Шевцов, Олександр Павловський
- Режисер-постановник: Олександр Павловський
- Оператор-постановник: Віктор Крутін
- Художник-постановник: Олександр Токарєв
- Композитор: Максим Дунаєвський
- Текст пісень: Леонід Дербеньов
- Режисер: Валентина Судзиловська
- Звукооператор: Віктор Сегал
- Оператори: Олександр Чубаров, Володимир Гагкаєв
- Художник-костюмер: Наталя Нікітенко
- Художники по гриму: З. Губіна, Н. Руденко
- Художник-декоратор: Н. Стельмах
- Монтажер: Леонід Павловський
- Редактор: Наталя Рисюкова
- Комбіновані зйомки: оператор — Всеволод Шлемов, художник — Геннадій Лотиш
- Директор картин: Валентина Судзиловська